# Trésor Mputu
Trésor Mputu (10 de diciembre de 1985; Kinshasa, República Democrática del Congo) es un exfutbolista congoleño. Es el máximo goleador histórico de la Primera División de RD Congo y del TP Mazembe con 165 goles. Fue internacional en la Selección Congoleña.

## Trayectoria
En 2007 Mputu ayudó a su equipo en la Liga de Campeones de la CAF o también llamada CAF Champions League convirtiéndose en el máximo goleador de la competición con 9 goles. 
En 2009 capitaneó al Mazembe en la consecución del título de la Liga de Campeones de la CAF 2009. A lo largo de su carrera ha sido seguido por varios equipos y mucha gente lo ha vinculado a alguno en concreto, pero de momento no ha sido transferido y sigue en el TP Mazembe.

### Suspensión
En agosto de 2010, Mputu fue suspendido sin poder jugar en ninguna competición local o internacional por un año, debido a una agresión que hizo en mayo de 2010 al árbitro del partido en el minuto 38 mientras jugaba su equipo, el TP Mazembe contra el APR de Ruanda, ocurrido en ese país. Por tal motivo, se perdió la Copa Mundial de Clubes de 2010 donde su equipo logró llegar a la final.

## Selección nacional

### Participaciones con la selección
| Torneo                                  | Sede            | Resultado        |
| --------------------------------------- | --------------- | ---------------- |
| Copa Africana de Naciones de 2006       | Egipto          | Cuartos de final |
| Campeonato Africano de Naciones de 2009 | Costa de Marfil | Campeón          |
| Copa Africana de Naciones de 2013       | Sudáfrica       | Primera ronda    |
| Copa Africana de Naciones 2019          | Egipto          | Octavos de final |

## Premios
- Glo-CAF's Best African Player on the continent, 2009[2]
- Máximo golleador de la IFFHS World's, 2007
- 2009 African Championship of Nations, jugador del torneo
- BBC African Footballer of the Year, 2009 (nominado)[3]

## Palmarés

### Campeonatos internacionales
| Título                          | Equipo      | Sede            | Edición |
| ------------------------------- | ----------- | --------------- | ------- |
| Campeonato Africano de Naciones | R. D. Congo | Costa de Marfil | 2009    |

### Distinciones individuales
| Distinción                                                  | Año  |
| ----------------------------------------------------------- | ---- |
| Máximo goleador de la Liga de Campeones de la CAF (9 goles) | 2007 |
| Mejor jugador del Campeonato Africano de Naciones           | 2009 |